# Кафедральный собор Карлстада
Кафедральный собор Карлстада (швед. Karlstads domkyrka) — храм в центре Карлстада, главная церковь диоцеза Карлстада Церкви Швеции.
Строительство здания по проекту архитектора Кристиана Халлера начато в 1723 году. Освящение церкви состоялось 2 июля 1730 года.
Высота церковной башни составляет 58 метров.
В соборе установлен орган; в 1877 году органистом карлстадского собора стал известный шведский музыкант и композитор Клас Вильгельм Рендаль.